# Epiplema anomala
Epiplema anomala är en fjärilsart som beskrevs av Antonius Johannes Theodorus Janse 1932. Epiplema anomala ingår i släktet Epiplema och familjen Uraniidae. Inga underarter finns listade i Catalogue of Life.